# Pekulnějské jezero
Pekulnějské jezero (rusky Пекульнейское озеро) je lagunové jezero na severozápadním pobřeží Beringova moře v Čukotském autonomním okruhu v Rusku. Má rozlohu 435 km².

## Pobřeží
Od moře je oddělené systémem náplavných kos. Severní břehy jsou vysoké, zatímco jižní nížinné. Břehy jsou porostlé tundrovým rostlinstvem.

## Vodní režim
Z jezera odtéká řeka Majna, která ústí do Beringova moře.